# Mina Salehpour
Mina Salehpour (* 1985 in Teheran) ist eine deutsch-iranische Theaterregisseurin.

## Leben
Salehpours Familie verließ 1994 den Iran und emigrierte nach Deutschland ins oberfränkische Forchheim, wo bereits eine Tante lebte. Salehpour besuchte das Herder-Gymnasium und schloss 2006 mit dem Abitur ab. Anschließend verließ sie die Stadt, da sie, ihre beiden jüngeren Geschwister und die Mutter unter dem Alkoholmissbrauch und der Gewalt des Vaters litten.
Von 2007 bis 2009 war sie Regiehospitantin, dann Regieassistentin am Schauspiel Frankfurt, wo sie ihre erste Regiearbeit "Heute bin ich blond" nach der gleichnamigen Autobiografie der niederländischen Autorin Sophie van der Stap realisierte.
2009–2011 gehörte sie als Regieassistentin dem Team von Lars-Ole Walburg am Staatstheater Hannover an.
Sie arbeitet seit 2011 als freischaffende Theaterregisseurin, unter anderem inszenierte sie am Staatstheater Hannover, dem Staatsschauspiel Dresden, dem Staatstheater Braunschweig, der Schaubühne Berlin, dem Düsseldorfer Schauspielhaus, dem Theater Bonn, dem GRIPS Theater Berlin, dem Staatstheater Karlsruhe und dem Det Norske Teatret in Oslo. Zahlreiche ihrer Arbeiten wurden zu internationalen Theaterfestivals nach Plovdiv, Pune, Chennai und São Paulo eingeladen.
2013 wurde sie als jüngste Preisträgerin für ihre Inszenierung "Über Jungs" mit dem Deutschen Theaterpreis DER FAUST in der Kategorie "Beste Regie Kinder- und Jugendtheater" ausgezeichnet.
2016 führte sie Regie bei dem Dokumentarfilm "Moschee DE" nach dem gleichnamigen Theaterstück von Kolja Mensing und Robert Thalheim. Der Film wurde beim DOK Leipzig und DOK.fest München gezeigt.
Seit 2017 gehört sie dem Team von Joachim Klement am Staatsschauspiel Dresden als Hausregisseurin an.
Salehpour verbindet eine langjährige Zusammenarbeit mit den Bühnen- und Kostümbildnerinnen Maria Anderski und Andrea Wagner und dem Komponisten und Schauspieler Sandro Tajouri.

## Auszeichnungen
- 2012: Weiter so! Förderpreis: Beste Regie für die Produktion Fatima von Atiha Sen Gupta
- 2013: Deutscher Theaterpreis DER FAUST, in der Kategorie "Beste Regie Kinder- und Jugendtheater" für Über Jungs am GRIPS Theater Berlin[2]

## Inszenierungen (Auswahl)
- 2009: Heute bin ich blond nach dem Roman von Sophie van der Stap (Uraufführung), Schauspiel Frankfurt[3]
- 2011: Invasion! von Jonas Hassen Khemiri, Junges Schauspiel Hannover, eingeladen zum Kaltstart Festival für junge Regie nach Hamburg[4]
- 2011: Fatima von Athia Sen Gupta (Deutsche Erstaufführung), Junges Schauspiel Hannover, eingeladen zum Heidelberger Stückemarkt[5]
- 2012: Über Jungs von David Gieselmann (Uraufführung), GRIPS Theater Berlin, eingeladen zum Heidelberger Stückemarkt
- 2012: Monster von David Greig, Junges Schauspiel Hannover[6]
- 2013: Montecore nach dem Roman von Jonas Hassen Khemiri (Uraufführung), Staatstheater Braunschweig
- 2013: Das Kamel ohne Höcker nach dem Roman von Jonas Hassen Khemiri (Deutsche Erstaufführung), Badisches Staatstheater Karlsruhe[7]
- 2013: Apathisch für Anfänger von Jonas Hassen Khemiri (Deutsche Erstaufführung), Staatstheater Braunschweig[8]
- 2013: Peter Pan Familienstück nach J. M. Barrie, Staatstheater Hannover[9]
- 2014: Hohe Auflösung von Dymitro Ternoviyi (Deutsche Erstaufführung), Staatstheater Karlsruhe
- 2014: Der Gast ist Gott von Lutz Hübner, Vibhawari Deshpande und Shriranger Godbole (Uraufführung), GRIPS Theater Berlin, nominiert für den Friedrich-Luft Preis[10]
- 2014: Dieses Grab ist mir zu klein von Biljana Srbljanović (Uraufführung), Schaubühne Berlin
- 2015: Die Räuber von Friedrich Schiller, Badisches Staatstheater Karlsruhe[7]
- 2015: Alles ist erleuchtet von Jonathan Safran Foer, Staatstheater Hannover[11]
- 2015: Traurigkeit und Melancholie von Bonn Park (Uraufführung), Theater Bonn[12]
- 2015: Sein oder Nichtsein von Ernst Lubitsch, Münchner Volkstheater[13]
- 2015: Mein Kampf von George Tabori, Staatstheater Hannover
- 2016: Ungefähr gleich von Jonas Hassen Khemiri, Schaubühne Berlin
- 2016: Draußen rollt die Welt vorbei von Lukas Linder (Uraufführung), Theater Bonn[14]
- 2016: Hundeherz von Michail Bulgakow, Mecklenburgisches Staatstheater[15]
- 2016: Das Richtfest von Lutz Hübner, Staatstheater Hannover[16]
- 2016: Moschee DE nach Kolja Mensing und Robert Thalheim, DOK Leipzig und DOK.fest München
- 2017: Alles Weitere kennen Sie aus dem Kino von Martin Crimp, Staatstheater Braunschweig[17]
- 2017: Nationalstraße von Jaroslav Rudiš, Staatsschauspiel Dresden[18]
- 2017: PARADIES von Lutz Hübner und Sarah Nemitz (Uraufführung), Düsseldorfer Schauspielhaus, vom Goethe-Institut eingeladen nach Brasilien und Indien[19]
- 2018: Extrem laut und unglaublich nah von Jonathan Safran Foer in einer Bühnenfassung von Lars-Ole Walburg, Staatstheater Hannover[20]
- 2018: Wo ein Vogel am schönsten singt von Alejandro Jodorowsky, Staatsschauspiel Dresden[18]
- 2018: Sophie im Schloss des Zauberers Familienstück nach dem Roman von Diana Wynne Jones, Staatsschauspiel Dresden[18]
- 2019: Der seltsame Fall des Benjamin Button nach F. Scott Fitzgerald, Staatstheater Hannover[21]
- 2019: Früchte des Zorns von John Steinbeck, Staatsschauspiel Dresden[18]
- 2019: Tschick von Wolfgang Herrndorf, Det Norske Teatret Oslo[22][23]
- 2020: Im Westen nichts Neues von Erich Maria Remarque, Staatsschauspiel Dresden[18]
- 2020: All das Schöne von Duncan Macmillan, Staatsschauspiel Dresden[24]
- 2020: Reineke Fuchs von Johann Wolfgang von Goethe, Schauspielhaus Graz[25]
- 2020: A Christmas Carol von Charles Dickens, Düsseldorfer Schauspielhaus[26]
- 2021: Die gute Erde von Pearl S. Buck (Deutsche Erstaufführung), Staatstheater Kassel[27]
- 2021: Saison der Wirbelstürme nach dem Roman von Fernanda Melchor (Uraufführung), Schauspiel Köln[28]
- 2022: Alice, Musical nach Lewis Carroll mit Songs von Tom Waits und Kathleen Brennan, Staatsschauspiel Dresden[29]
- 2022: Funken von Till Wiebel, Theater an der Parkaue Berlin[30]
- 2022: Parsifal von Lukas Bärfuss, Trøndelag Teater Trondheim, nominiert für den Norwegischen Theaterpreis Heddaprisen in der Kategorie Beste Regie[31][32]
- 2022: Olje og Vatn nach dem Roman Öl! (Petroleum) von Upton Sinclair, Det Norske Teatret Oslo[33]
- 2023: Die fünf Leben der Irmgard Keun von Lutz Hübner und Sarah Nemitz, Düsseldorfer Schauspielhaus[34]
- 2023: Das große Heft / Der Beweis / Die dritte Lüge nach der Romantrilogie von Ágota Kristóf, Schauspiel Köln[35]
- 2023: Yazdgerds Tod von Bahram Beyzaie, Schauspiel Köln[36]
- 2023: Das achte Leben (Für Brilka) nach dem Roman von Nino Haratischwili, Trøndelag Teater Trondheim[37]